# Mao, Ciad
Mao   este un oraș  în  partea de vest a Ciadului,  centru administrativ al regiunii  Kanem.